# Drapeau de la communauté de Madrid
Ne doit pas être confondu avec Drapeau de Madrid.

Drapeau de la communauté de Madrid

Le drapeau de la communauté de Madrid, en Espagne, a été adopté le 23 décembre 1983. Il représente sept étoiles blanches, arrangées en deux lignes de quatre et trois étoiles, sur fond rouge. Les sept étoiles représentent les étoiles de la constellation de la Grande Ourse visible au-dessus de la cordillère de Guadarrama, au nord de Madrid. 

## Couleurs
Les couleurs sont définies par la loi du 23 décembre 1983. On trouve l'équivalent du rouge dans un document de communication.
| Couleur | ● Rouge     | ● Blanc       |
| ------- | ----------- | ------------- |
| HTML    | #ED2E38     | #FFFFFF       |
| RVB     | 237, 46, 56 | 255, 255, 255 |
| Pantone | 032         |               |